# Syagrus macrocarpa
Syagrus macrocarpa, também conhecido como baba-de-boi-grande ou maria-rosa, é uma espécie de planta do gênero Syagrus e da família Arecaceae. 
Espécie rara, com distribuição não muito ampla entre o leste de Minas Gerais, Espírito Santo e Rio de Janeiro, sempre em populações pequenas ou indivíduos isolados. Assemelha-se com Syagrus romanzoffiana, porém, possui menor porte, folhas e inflorescências (80 vs. 167 cm); bem como frutos  maiores (6-9 centímetros vs. 3-4 cm) e flores pistiladas muito maiores (22-35 milímetros vs. 4,5-7 mm). Além disso, em S. macrocarpa as ráquilas geralmente distribuem-se de forma unilateral na raque, enquanto que em S. romanzoffiana é sempre de forma helicoidal.
Pode ser confundida com Syagrus cocoides, uma vez que esta espécie também possui pinas geralmente enroladas nas pontas e bainha bastante fibrosa, no entanto S. macrocarpa difere-se facilmente desta pela distribuição unilateral das ráquilas na raque (helicoidal em S. cocoides) e tamanho dos frutos maiores (6,5-9 centímetros vs. 3,5-5,8 cm). 

## Taxonomia
Os seguintes sinônimos já foram catalogados:  
- Barbosa getuliana  (Bondar) A.D.Hawkes
- Calappa procopiana  (Glaz. ex Drude) Kuntze
- Cocos getuliana  Bondar
- Cocos marocarpa  (Barb.Rodr.) Barb.Rodr.
- Cocos procopiana  Glaz. ex Drude
- Syagrus getuliana  (Bondar) Glassman
- Cocos macrocarpa  (Barb.Rodr.) Barb.Rodr.

## Forma de vida
É uma espécie terrícola e de palmeira. 

## Descrição
Árvore de porte elevado ou moderado, com 4-10 metros de altura e estipe solitário, colunar, 3,1-9 x 0,1-0,25 m, com suaves cicatrizes deixadas pelas bainhas de folhas já caídas. Ela tem folhas dispostas em espiral ao redor do estipe, 8-20 contemporâneas, arqueadas; bainha, 50-90 centímetros de comprimento, margens densamente fibrosas; pecíolo de 70-130 centímetros de comprimento; raque, 122-2 metros de comprimento, arqueadas; pinas flexíveis, 90-160 de cada lado da raque, verdes, brilhantes, ápice assimétrico, distribuídas irregularmente e dispostas em vários planos ao longo da raque, ápice pendente e geralmente enrolados na extremidade, as da parte mediana da raque com 30-70 x 1-3 cm.
Tem inflorescência andrógina, interfoliar; profilo 30-46 x 5-6 cm; bráctea peduncular sulcada, recoberta por tomento esbranquiçado, especialmente na extremidade, 70-120 centímetros de comprimento total, parte expandida 35-75 x 10-29 cm;  pedúnculo coberto por um indumento esparso, de cor ferrugínea ou esbranquiçada logo após a antese, 30-60 x 1,5-3,5 cm; raque 25-50 centímetros de comprimento, ramificada ao nível de primeira ordem; ráquilas inseridas unilateralmente ao longo da raque, ocasionalmente em espiral (extremidade da raque), 23-80, as da parte mediana da raque 15-43 centímetros de comprimento Flores, estaminadas 9-10 milímetros de comprimento, pistiladas 22-35 x 7-15 mm. Frutos elipsoides, 6,5-9 x 3-4,5 cm; epicarpo verde-amarelado, glabro superficialmente, coberto por um tomento esbranquiçado apenas na extremidade. Possui endocarpo elipsoide, ósseo, superfície exterior levemente irregular, geralmente com 3 protuberâncias longitudinais 3,8-6,5 x 1,8-2,6 cm e endosperma regular, homogêneo.  
| Caule                  | Caule |
| ---------------------- | --- |
| superfície             | lisa |
| tipo                   | solitário/aéreo |
| Folha                  | |
| pinada                 | verde |
| bainha                 | decídua/com disposição helicoidal no estipe/densamente fibrosa |
| pecíolo                | com margem inerme |
| raque foliar           | arqueada |
| pinas                  | coriácea membranácea/inserida em diferente ângulo na raque/com disposição agrupada/flexível e enrolada no ápice/com ápice pendente/com ápice acuminado assimétrico/verde escura/verde/concolor |
| Inflorescência         | |
| forma                  | paniculada/pendente |
| infrutescência exposta | interfoliar |
| espádice               | sulcada/glabra/pruinosa |
| raque                  | esparsamente tomentosa |
| ráquila                | disposição unilateral na raque/disposição helicoidal na raque |
| Fruto                  | |
| formato                | fusiforme/elíptico |
| epicarpo               | verde amarelado/glabro/com indumento no ápice |
| mesocarpo              | fibroso suculento |
| endocarpo              | lenhoso/fusiforme/com 3 protuberância longitudinal |
| endosperma             | homogêneo |

## Conservação
A espécie faz parte da Lista Vermelha das espécies ameaçadas do estado do Espírito Santo, no sudeste do Brasil. A lista foi publicada em 13 de junho de 2005 por intermédio do decreto estadual nº 1.499-R. 

## Distribuição
A espécie é encontrada nos estados brasileiros de Espírito Santo, Minas Gerais e Rio de Janeiro. 
A espécie é encontrada no domínio fitogeográfico de Mata Atlântica, em regiões com vegetação de floresta estacional semidecidual e floresta ombrófila pluvial.